# Makura no danshi
Makura no danshi (枕男子?) è una serie televisiva anime prodotta da Earth Star Entertainment e realizzata dagli studi Assez Finaud Fabric e Feel, trasmessa in Giappone dal 13 luglio al 28 settembre 2015. La serie, composta da episodi con visuale in prima persona, presenta in ogni puntata un ragazzo che incarna un certo "genere" e personalità per il pubblico femminile. Il giovane converserà con la spettatrice, augurandole una buona notte e chiedendole della giornata appena trascorsa, creando un'atmosfera di intimità.

## Personaggi
Merry ( めりぃ ?,  Merii)
Doppiato da Natsuki Hanae
Il compagno di cuscino.
 Ryūshi Theodore Emori ( 永守・T・隆士 ?, Emori Teodōru Ryūshi)
Doppiato da Yuichiro Umehara
Il ragazzo astronomo.
 Nao Sasayama ( 笹山 直央 ?,  Sasayama Nao)
Doppiato da Nobunaga Shimazaki
Il ragazzo che vive la vita reale, riajū.
 Eiji Kijinami ( 雉子波 瑛治 ?,  Kijinami Eiji)
Doppiato da Sora Takahata
Il ragazzo "gergale".
 Yonaga Chigiri ( 千切 夜長 ?, Chigiri Yonaga)
Doppiato da Daisuke Kishio
Ragazzo che pratica l'ikebana, gemello di Yayoi.
 Yayoi Chigiri ( 千切 夜宵 ?,  Chigiri Yayoi)
Doppiato da Shinnosuke Tachibana
Ragazzo che pratica l'ikebana, gemello di Yonaga.
 Shirusu Mochizuki ( 望月 識 ?,  Mochizuki Shirusu)
Doppiato da Kousuke Toriumi
Il bibliotecario.
 Sōsuke Tanaka ( 田仲 聡輔  ?, Tanaka Sōsuke)
Doppiato da Daisuke Namikawa
Il senpai sul lavoro.
 Kanade Hanamine ( 花嶺 奏 ?,  Hanamine Kanade)
Doppiato da Yoshimasa Hosoya
Il musicista.
 Yū Maiki ( 舞木 ユウ ?,  Maiki Yū)
Doppiato da Yoshitsugu Matsuoka
Il ragazzo dall'adolescenza “difficile”, chūni.
 Haruto Enokawa ( 可愛川 晴人 ?,  Enokawa Haruto)
Doppiato da Ayumu Murase
L'"angioletto".
 Yūichirō Iida ( 飯田 由一郎 ?,  Īda Yuichirō)
Venditore yatai di cibo da strada.

## Anime
Oltre ai dodici episodi trasmessi in televisione ne è stato annunciato uno esclusivo per la versione DVD, diffusa il 27 novembre 2015.
La sigla di apertura è cantata da Natsuki Hanae, doppiatore del primo "ragazzo del cuscino", Merry.